# حمدون (اسم)
حمدون هو اسم علم مذكر من أصل عربي، ومعناه هو الحامد الكثير الحمد.

## شخصيات تحمل الاسم
- حمدون القصار
- حمدون النحوي
- حمدون بن الحاج المرداسي (1760 – 1817)
- حمدون عكاشة (1938 – 1955)

## وصلات خارجية
- موسوعة السلطان قابوس لأسماء العرب نسخة محفوظة 5 أبريل 2019 على موقع واي باك مشين.